# Binchōtan
Binchōtan o carbone bianco o binchō-zumi (備長炭?) è un tipo di carbone vegetale tipico del Giappone, utilizzato fin dal Periodo Edo. Durante l'era Genroku, un fabbro, Bitchū-ya Chōzaemon, iniziò a produrlo a Tanabe, Wakayama. 
Il materiale grezzo è la quercia, specificatamente la quercia ubame (Quercus phillyraeoides), albero ufficiale della Prefettura di Wakayama. Wakayama continua a produrre il carbone bianco di maggiore qualità, con la città di Minabe in testa alla produzione di binchōtan rispetto a tutte le altre del Giappone. Binchōtan è un tipo di carbone protuberante o carbone di legno duro.

## Caratteristiche e benefici
La finezza e l'alta qualità del binchōtan sono attribuibili all'evaporazione ad alte temperature (1000 °C).
Siccome non rilascia fumo o altri inquinanti, è il favorito dei cuochi unagi e yakitori. Essendo difficile riconoscerne l'esatto luogo di provenienza, il termine binchōtan indica tutto il carbone bianco prodotto in Giappone e all'estero, comprendendo tutte la varietà.
Il binchōtan non viene utilizzato esclusivamente come combustibile, ma può essere utilizzato anche come filtro per le sostanze nocive, grazie ai piccoli pori che lo caratterizzano. Difatti questi ultimi assorbono l'umidità dell'aria, facendo del carbone bianco un eccellente regolatore di umidità. Ci sono anche altri benefici e vantaggi nell'uso del carbone bianco: assorbe gli odori sgradevoli del cibo cucinato.
Attualmente ci sono molti prodotti a base di binchōtan, ad esempio shampoo, lozioni, deodoranti, prodotti per il bagno o di bellezza.